# Brigadmuseum i Värmland
Brigadmuseum är ett försvarshistoriskt museum i Klara i Karlstad. Museet är interaktivt och vänder sig till både vuxna och barn. Museets syfte är att berätta om Sveriges utveckling och militära organisation under kalla kriget samt värna om det svenska militärhistoriska arvet och föra det vidare till kommande generationer.

## Bakgrund
Museet invigdes den 1 juni 2013 av prins Carl Philip och dess första museichef var överste Björn Tomtlund. Museet är en del av det statliga nätverket Sveriges Militärhistoriska Arv (SMHA). Inom nätverket finns ca 25 militärhistoriska museer att ta del av. Basutställningen Sverige i skuggan av kalla kriget berättar om hur Sverige påverkades, militärt och civilt, av politiska händelser runt om i världen. Under 2019 hade Brigadmuseum 18.744 besökare, vilket kan jämföras med 16.000 besökare år 2015. 
Museibyggnaden ritades av Murman arkitekter.

## Museichef
- 2013–2016: Björn Tomtlund
- 2015–idag: Jennie Jarnryd